# Coracina ostenta
El oruguero aliblanco (Coracina ostenta) es una especie de ave paseriforme en la familia Campephagidae. Se encuentra amenazada por  pérdida de hábitat.

## Distribución y hábitat
Es endémica de las Filipinas. Sus hábitats naturales son los bosques bajos húmedos subtropicales o tropicales y los bosques montanos húmedos  subtropicales o tropicales.